# Берже, Гастон
Гасто́н Берже́ (1 октября 1896, Сен-Луи, французская колония Сенегал — 13 ноября 1960, Лонжюмо, Франция) — французский философ, крупный администратор министерства национального образования Франции в 1953—1960 годах, существенно модернизировавший французскую систему университетского образования. Член Академии моральных и политических наук (1955).
Преподавал в университете Экс-ан-Прованса, в 1944 году стал его профессором. В 1957 году основал журнал Prospective и Национальный институт прикладных наук (INSA) в Лионе.
Сын Гастона Берже, хореограф Морис Бежар — один из наиболее значительных деятелей хореографии XX века.

## Память
4 декабря 1996 года именем Гастона Берже был назван университет его родного города Сен-Луи в Сенегале, основанный в 1990 году.